# Joseph Wright of Derby

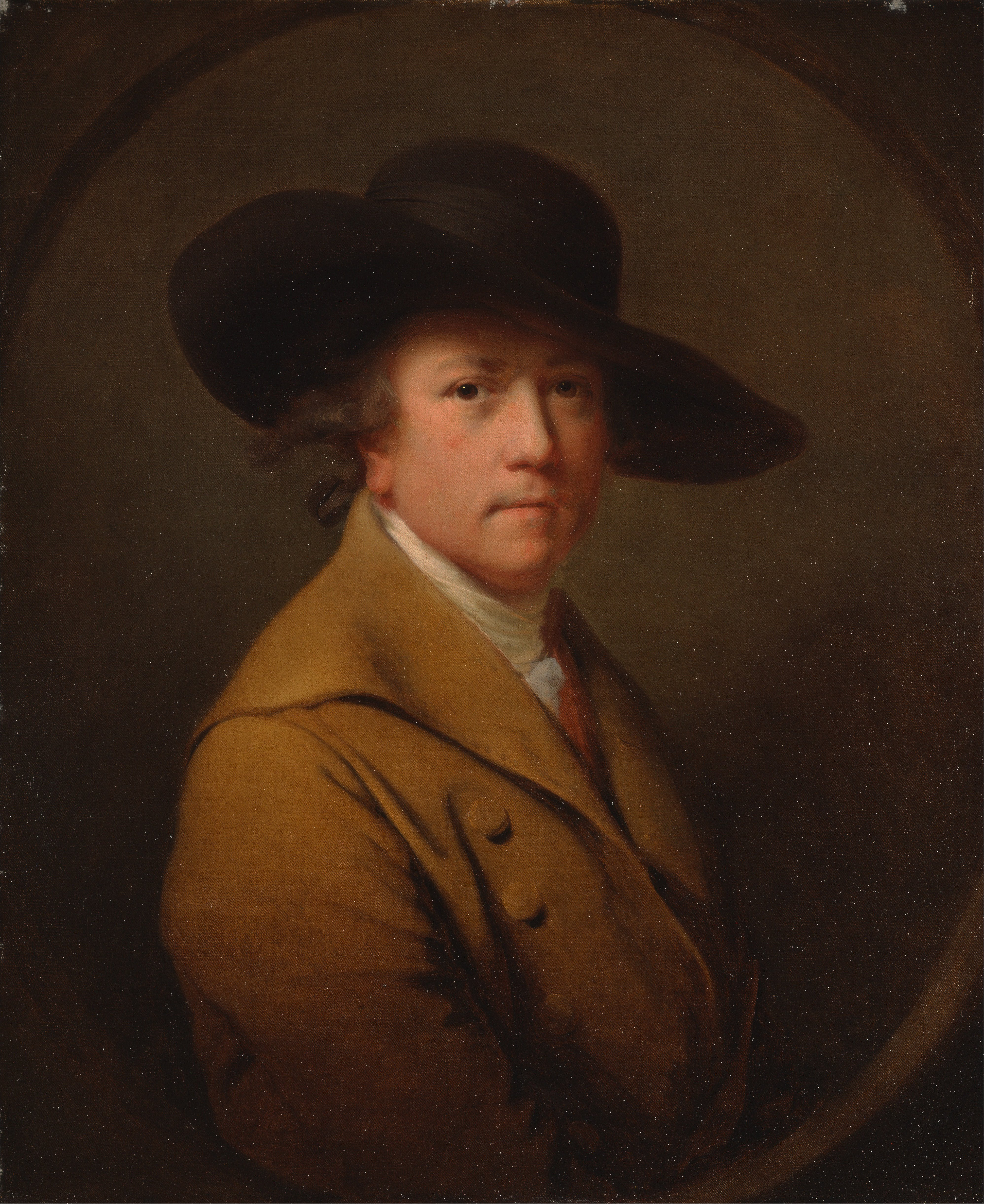
Selbstporträt (um 1780)

Joseph Wright of Derby RA (* 3. September 1734 in Derby; † 28. August 1797 ebenda) war ein englischer Maler.

## Leben
Joseph Wright wurde am 3. September 1734 in Derby geboren. Er blieb seiner Heimatstadt zeitlebens eng verbunden. Schon früh zeigte sich sein Interesse an Naturwissenschaften, das später auch seine berühmtesten Werke kennzeichnet, wie z. B. „Das Experiment mit einem Vogel in der Luftpumpe“ (1768). Vor allem diese Werke begründeten seinen Ruhm, die der beginnenden Industriellen Revolution und den Naturwissenschaften Rechnung trugen. Mit 17 Jahren (1751) kam Wright bei Thomas Hudson, einem prominenten Porträtmaler, in die Lehre. Er übernahm dessen Porträtstil. Dies war der erste Einfluss eines Stilnachbarn.  Nun begann er seine Laufbahn als Porträtmaler.
1760 reiste er durch Mittelengland, um dort Aufträge zu bekommen. Er war enttäuscht über seine ersten Versuche in diesem Fach. Doch mit der Zeit war er auf dem besten Weg, ein beliebter und bekannter Maler zu werden. Wright nahm aber schon bald die Arbeit an einem neuen Typus von Bildern in Angriff. Er malte nun Bilder mit naturphilosophischen und naturwissenschaftlichen Themen, in denen er mit besonderen Lichteffekten experimentierte. Entscheidende Impulse bei seiner Arbeit mit künstlichem und natürlichem Licht empfing Wright von den Caravaggisten, besonders den niederländischen Vertretern dieser Stilrichtung, deren Hell-Dunkel-Malerei er imitierte.

## Werk

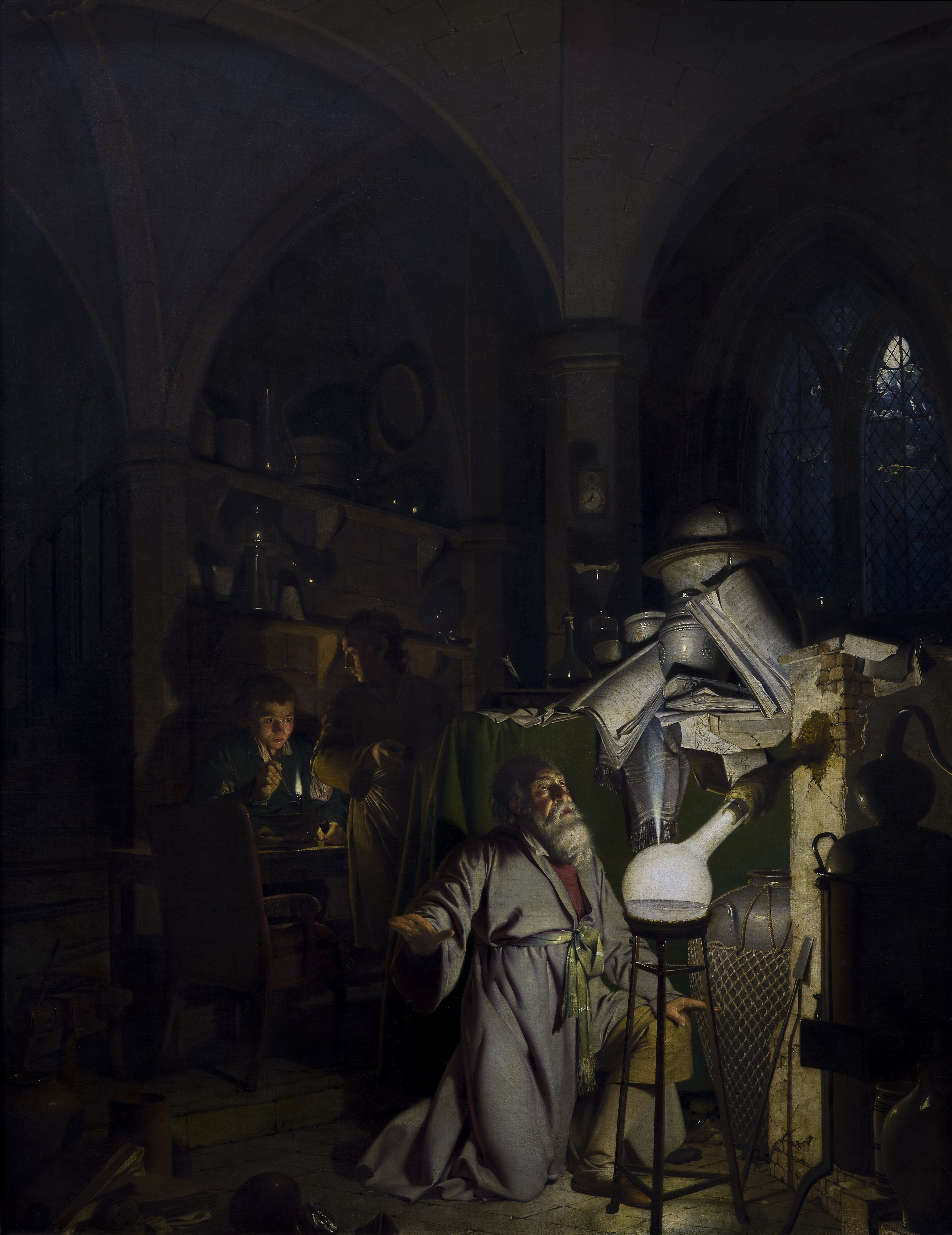
Der Alchemist auf der Suche nach dem Stein der Weisen (1771), illustriert die Entdeckung des Phosphors durch Hennig Brand

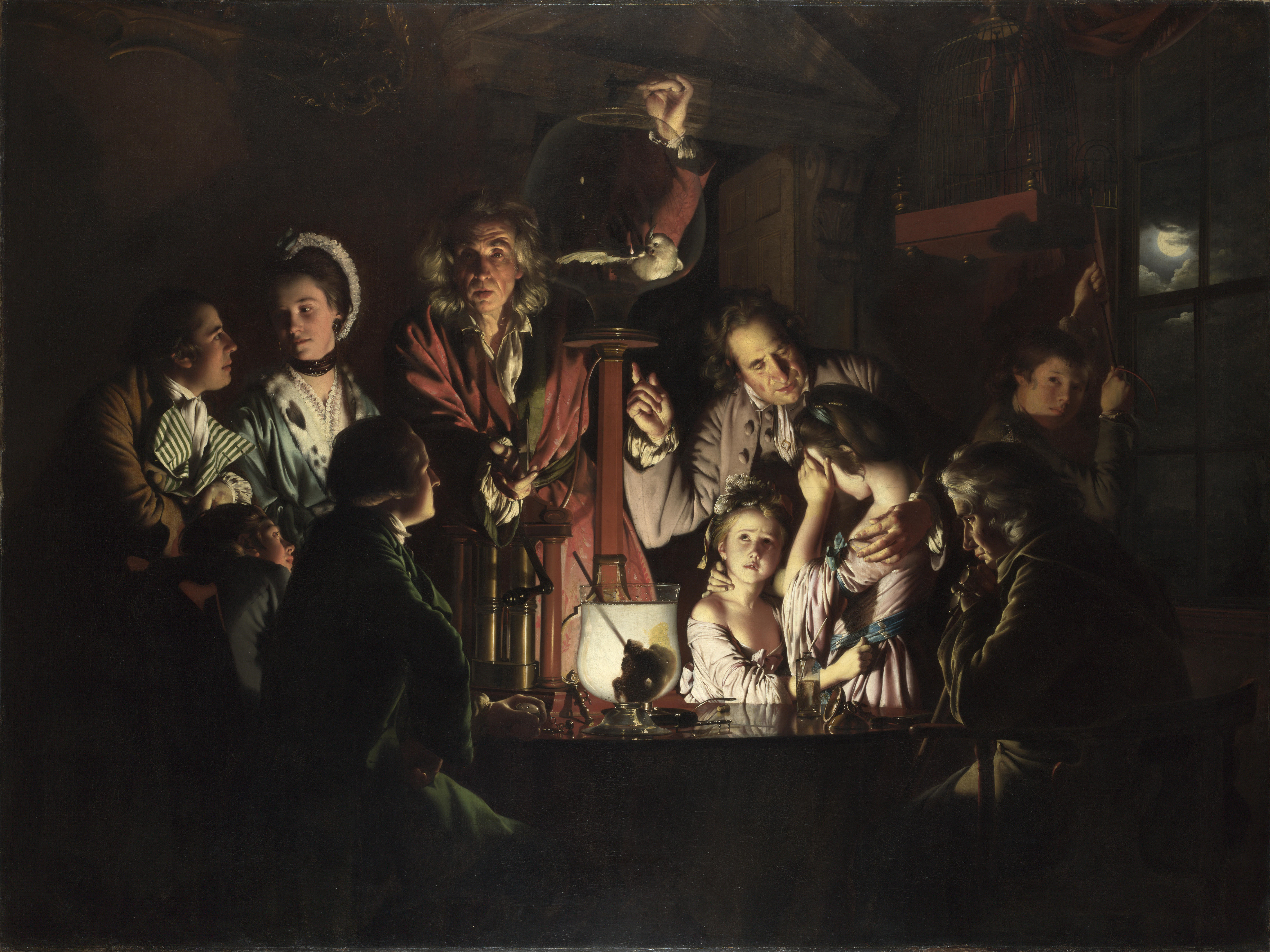
Das Experiment mit dem Vogel in der Luftpumpe

Die niederländischen Gemälde aus dem 17. Jahrhundert, die Alchemisten in düsteren Werkstätten zeigen, kann man am ehesten als Vorläufer von Wrights Bildern sehen. 1772, nur zwei Jahre nachdem Joseph Wright die ersten dieser Bilder gemalt hatte, bezeichnete ihn der Künstlerkollege Joseph Northcote als den berühmtesten lebenden Maler von „Kerzenlichtbildern“. Die Eigenheit dieser Bilder liegt weniger in den wirkungsvollen Lichteffekten als vielmehr in ihrer Thematik. Während die frühesten Kerzenlichtbilder, auch Nachtbilder genannt, eine oder zwei Figuren in einem dunklen Raum beim Lesen oder bei der Betrachtung von Statuen zeigen, setzte Wright solche dramatische Beleuchtung schon bald für naturwissenschaftliche Themen ein. Mit „Ein Philosoph hält einen Vortrag über das Planetarium“ und „Das Experiment mit einem Vogel in der Luftpumpe“ schuf Wright als erster englischer Maler Darstellungen der zeitgenössischen Naturwissenschaften. Das Luftpumpenbild knüpft bewusst an die Anbetungsszenen der Caravaggisten wie Hendrick ter Brugghen an: Der beleuchtete Glaskörper erinnert an das Christuskind als Quelle des Lichts.
1768 ging Wright für drei Jahre nach Liverpool, wo er viele Gönner fand, die sich porträtieren ließen. Einer davon war Erasmus Darwin, der Großvater Charles Darwins. Einen einzigartigen Auftrag erhielt er von einem gewissen Colonel Pale. Wright dekorierte einen ganzen Raum in Radburne Hall mit Kerzenlichtbildern.
Im Juli 1773 heiratete der Maler Anne Swift. Mit ihr reiste er dann nach Rom. Dort verbrachte er ganze Tage mit der Anfertigung von Aquarellstudien nach den Fresken Michelangelos und kopierte antike Skulpturen. Diese Skizzen sollten ihm sein Leben lang als Vorlagen dienen. Eine farbenfrohe Quelle für Anregungen zu Beleuchtungseffekten fand der Künstler in den grandiosen Feuerwerken in Rom. Bei einem Aufenthalt in Neapel wurde er Zeuge eines Ausbruchs des Vesuvs. Wright hielt dieses Naturereignis in einer raschen Ölstudie fest. Seine späteren Gemälde verraten schon eine romantische Auffassung und weisen auf die nachfolgende Generation englischer Landschaftsmaler hin. Schon vor seiner Rückkehr nach England hatte sich Wright zunehmend literarischen Themen zugewandt.

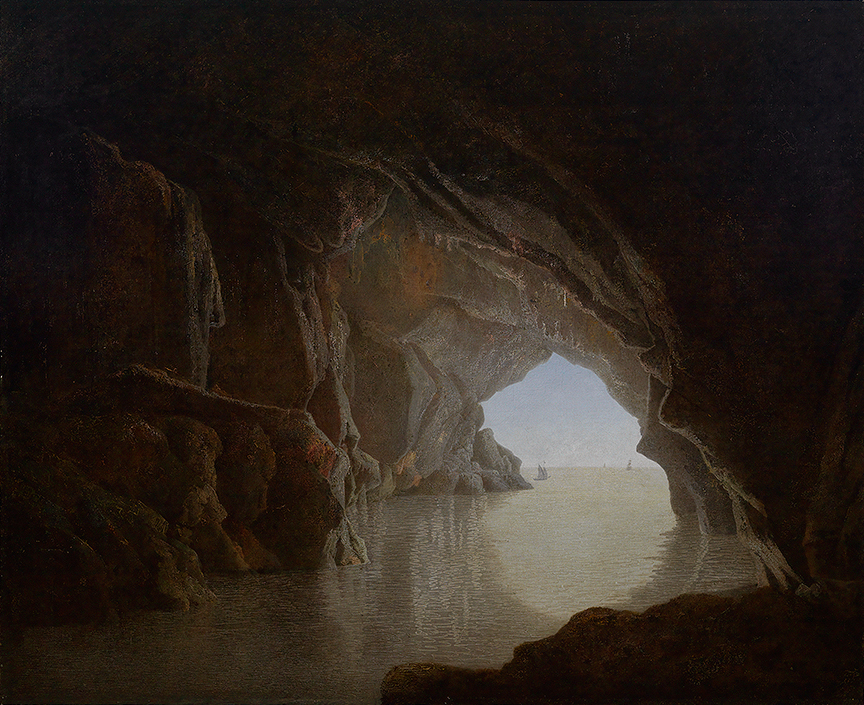
Höhle am Abend (1774), Smith College Museum of Art

## Letzte Jahre
1775 kehrte er nach Derby zurück. Knapp zwei Monate später zog er nach Bath, um dort jene Lücke in der Porträtmalerei zu füllen, die sein Kollege Thomas Gainsborough hinterlassen hatte. Diese Rechnung ging nicht auf. Die vornehme Gesellschaft war schmeichelhafte, idealisierende Bildnisse gewohnt und hielt nicht viel von Wrights eher nüchternem Porträtstil, der seinen Gönnern in Mittelengland so sehr entsprochen hatte. Danach kehrte er endgültig nach Derby zurück, wo er schließlich auch den Rest seines Lebens bleiben sollte. 1784 wurde er zum Vollmitglied der Royal Academy. Es gab einen Streit mit der Institution. Zu seinen Freunden zählten vor allem Menschen aus dem wissenschaftlichen Bereich, die er auch porträtierte, wie Thomas Gisbourne, Brooke Boothby und Jean-Jacques Rousseau. Wright litt unter Hypochondrie, Rheumatismus, Asthma und Wassersucht. Schließlich starb er am 28. August 1797 in Derby.